# Gare de Serqueux
Gare de Serqueux vasútállomás Franciaországban, Serqueux településen.

## Vasútvonalak
Az állomást az alábbi vasútvonalak érintik:
- Saint-Denis–Dieppe-vasútvonal
- Amiens–Rouen-vasútvonal

## Kapcsolódó állomások
A vasútállomáshoz az alábbi állomások vannak a legközelebb:
- Gare de Formerie
- Gare de Sommery
- Gare de Gournay - Ferrières
- Gare de Rouen-Rive-Droite